# Matthodon
Matthodon ist eine Gattung aus der ausgestorbenen Ordnung der Hyaenodonta. Sie lebte im ausgehenden Unteren und im beginnenden Mittleren Eozän vor 51 bis 46 Millionen Jahren im heutigen Europa. Funde sind aus dem Pariser Becken und aus dem Geiseltal nachgewiesen. Bei diesen handelt es sich weitgehend um Teile des Unterkiefers und um einzelne Zähne. Die Fossilreste verweisen auf einen etwa mittelgroßen Beutegreifer. Das spezialisierte Gebiss lässt eine Ernährung basierend auf harten tierischen Materialien annehmen. Die genaue systematische Stellung von Matthodon innerhalb der Hyaenodonta ist umstritten. Die Gattung wurde im Jahr 1990 wissenschaftlich eingeführt.  

## Beschreibung
Matthodon ist ein mittelgroßer Vertreter der Hyaenodonta, dessen Körpergewicht mit 12 bis 30 kg angegeben wird. Es sind bisher hauptsächlich Reste des Unterkiefers und einzelne isolierte Zähne dokumentiert, vom Schädel stammen lediglich einzelne Fragmente des Oberkiefers. Diese weisen keine diagnostischen Merkmale auf. Der Unterkiefer war robust und relativ kurz mit einem hohen horizontalen Knochenkörper, dessen Höhe mit 2,7 bis 2,9 cm über die gesamte Länge kaum variierte. Ebenso war die Symphyse am vorderen Ende hoch und dehnte sich bis zum dritten Prämolaren aus. Sowohl unter dem zweiten als auch dem dritten oder vierten Prämolaren öffnete sich jeweils ein Foramen mentale. Der aufsteigende Ast setzte direkt hinter dem letzten Zahn ohne Platz für einen Zwischenraum an. Seine Basis war breit, an seiner Außenseite bestand eine markante und tiefe Fossa masseterica als Ansatzstelle des Kaumuskels. Der Kronenfortsatz ragte weit auf.
Vom oberen Gebiss sind lediglich die zwei hinteren Prämolaren und ein mittlerer Molar als eindeutige Belege überliefert. Die Prämolaren besaßen zwei oder drei Wurzeln und wurden von einem massigen Haupthöcker dominiert, den Paraconus. An den Molaren ragten insgesamt drei Haupthöcker auf, der Para-, der Meta- und der Protoconus. Der für die Hyaenodontidae typische Amphiconus bestehend aus den miteinander fusionierten Para- und Metaconus kam aber nicht vor. Allerdings waren beide Höcker an der Basis miteinander verbunden. Der Metaconus überragte den Paraconus, was seine Entsprechung bei den Vertretern der Hyaenodontidae findet. Der Protoconus war kurz und eng. Am vorderen Zahnrand setzte sich ein prominentes Parastyl ab, ein kleiner Nebenhöcker vor dem Paraconus. Das untere Gebiss verfügte über zwei Schneidezähne, einen Eckzahn, vier Prämolaren und drei Molaren je Kieferseite. Die Zähne standen dicht beieinander, ein Diastema war nicht ausgebildet. In diesem Merkmal unterscheidet sich Matthodon vom zeitgleichen und ähnlich großen Oxyaenoides. Der Eckzahn wies eine eher grazile Gestalt auf. Die Prämolaren wirkten dem gegenüber auffallend voluminös, was wiederum abweichend von Oxyaenoides ist. Sie waren zweiwurzelig bis auf den vordersten, der nur eine Wurzel hatte. Die einzelnen Zahnkronen prägte jeweils ein massiver Höcker, das Protoconid, das in Seitenansicht etwas asymmetrisch wirkte. Die Asymmetrie nahm aber von vorn nach hinten hin ab. Auf den Kauflächen der Molaren erhoben sich drei Haupthöcker, das Para-, Meta- und Protoconid. Letzteres war am stärksten ausgebildet. Dagegen zeigte sich das Metaconid in seiner Größe stark reduziert. Es findet seine Entsprechung bei Oxyaenoides. Das Talonid, ein tiefer sitzender Teil der Kaufläche, der bei Gebissschluss mit dem Protoconus der Oberkiefermolaren verzahnt, war im Vergleich zum Trigonid mit den drei Haupthöckern kurz und breit, seine Ausdehnung nahm zum letzten Mahlzahn hin ab. Hier kamen kleinere Höckerchen vor, die aber nur wenig entwickelt waren. Die Länge der Prämolarenreihe betrug bei größeren Individuen bis zu 3,5 cm, die der Molaren zwischen 3,6 und 3,7 cm. Der zweite Molar erreichte als größter Zahn im Unterkiefer Ausmaße von bis zu 1,48 mal 0,83 cm.

## Fossilfunde

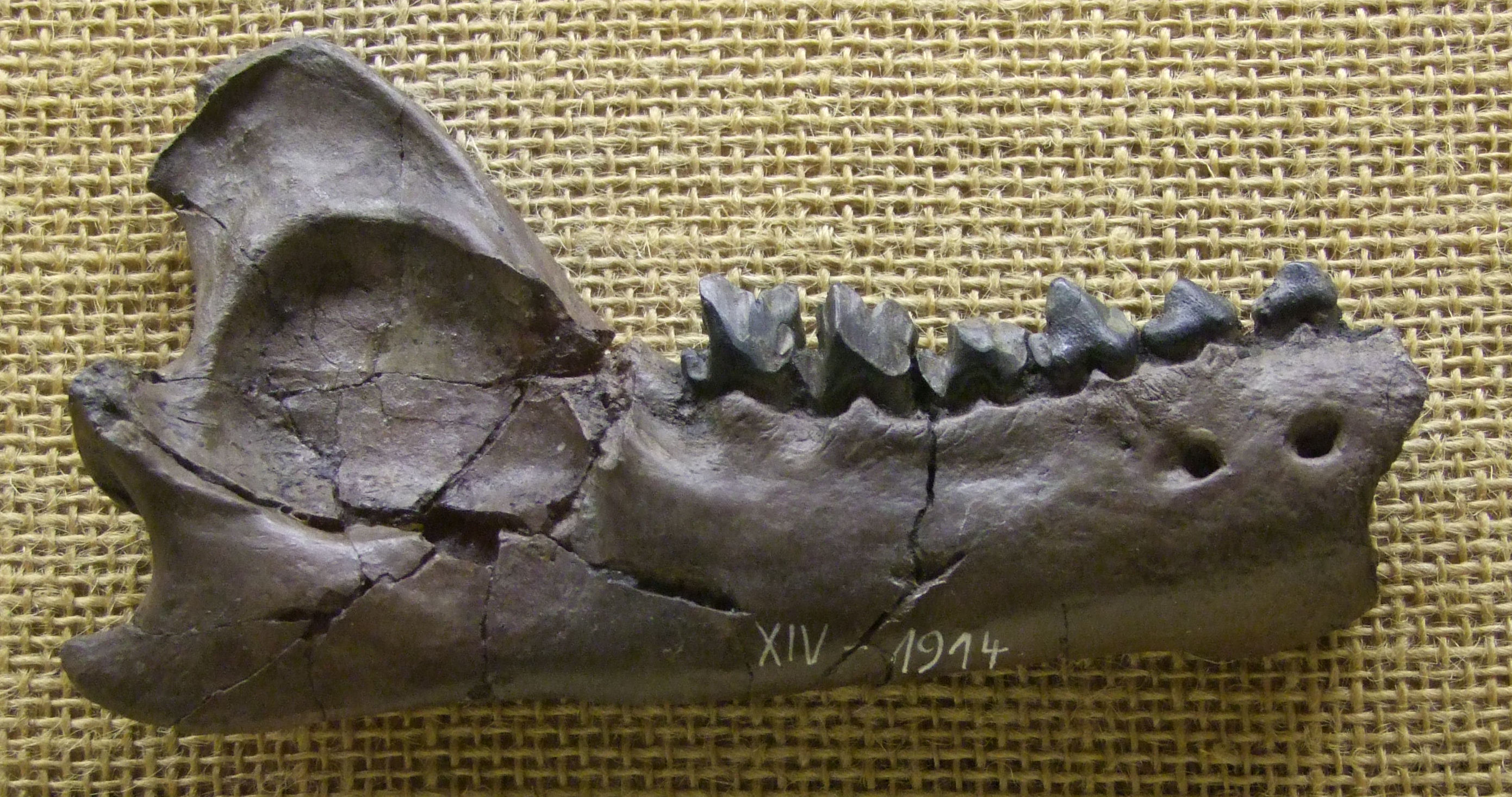
Unterkiefer von Matthodon aus dem Geiseltal

Bedeutende Fossilreste von Matthodon stammen aus dem Geiseltal südlich von Halle in Sachsen-Anhalt. Das Geiseltal ist eine herausragende Fossillagerstätte, die in das Mittlere Eozän vor rund 47 bis 43 Millionen Jahren datiert. Als ehemaliges Bergbaurevier wurde hier bis in den Beginn der 1990er Jahre Braunkohle gefördert. Es waren mehrere Kohleflöze aufgeschlossen, die in die Basis-, Unter-, Untere und Obere Mittel- sowie die Oberkohle gegliedert werden. Vor allem die Unter- und die Mittelkohle bargen dabei die Fossilreste des Geiseltals; die Lagerung in der Braunkohle kann als Besonderheit der mitteleuropäischen Fossilfundstellen gewertet werden. Sie setzen sich aus Pflanzen, Wirbellosen und Wirbeltieren zusammen und lassen eine reichhaltige Lebensgemeinschaft rekonstruieren, die unter subtropischen Bedingungen in relativer Küstennähe bestand. Die damalige Landschaft lässt sich als ein von Fließ- und Stillgewässern durchsetztes Sumpfgebiet rekonstruieren. Hervorzuheben ist vor allem die Säugetierfauna, die als Referenz des Geiseltaliums dient, einer Stufe innerhalb der Stratigraphie der europäischen Landsäugetiere (European Land Mammal Ages, ELMA). Nachgewiesen sind Beuteltiere, verschiedene, häufig urtümliche insektenfressende Säugetiere, frühe Primaten, Fleder- und Raubtiere sowie eine formenreiche Paarhufer- und Unpaarhufergemeinschaft. Neben den Raubtieren traten auch die Hyaenodonta als Beutegreifer in Erscheinung. Es sind mehrere Gattungen beschrieben worden, darunter zuzüglich zu Matthodon auch Eurotherium, Prodissopsalis, Oxyaenoides und Leonhardtina. Die Funde von Matthodon können der Unterkohle zugewiesen werden, ihre Alterseinstufung liegt aufgrund dessen bei 47 bis 46 Millionen Jahren. Sie beschränkten sich auf die Fundstelle XIV im Abbaufeld Neumark-West. Gefunden wurden mehrere Unterkieferfragmente, zwei zusätzliche Oberkieferteile könnten ebenfalls zur Gattung gehören.
Daneben kamen weitere Funde an verschiedenen Fundstellen wie Chavot, Monthelon, Cuis, Mancy, und Grauves nördlich und östlich von Paris im Pariser Becken zu Tage. Sie sind mit einer Altersstellung im ausgehenden Unteren Eozän von vor 51 bis 47 Millionen Jahren etwas älter als die des Geiseltales. Das Fundmaterial besteht ebenfalls zum Großteil aus Unterkieferfragmenten und einzelnen Zähnen, hinzu kommt auch ein Fragment des Oberkiefers und verbunden mit einzelnen Zähnen des oberen Gebisses. Zwei weitere Unterkiefer wurden aus Aumelas in Südfrankreich berichtet. Ihre Altersstellung liegt im Übergang vom Unteren zum Mittleren Eozän.

## Paläobiologie
Durch die Reduktion des Metaconids verliert das Gebiss von Matthodon gegenüber den frühen Hyaenodonta seine durchlöchernden Eigenschaften und erhält einen hypercarnivoren Charakter (Entwicklung hin zu einem starken Schneidwerkzeug). Heutige hypercarnivore Raubtiere ernähren sich zu über 70 % von Wirbeltieren. Auffallend sind des Weiteren die stark vergrößerten Prämolaren und der hohe Unterkieferkörper. In gewisser Weise entstehen dadurch Übereinstimmungen mit den heutigen Hyänen. Es wird daher angenommen, dass sich die Tiere von harten Materialien wie Knochen gemischt mit Fleisch ernährten. Zudem wird eine teils grabende Lebensweise angenommen.

## Systematik
Matthodon ist eine Gattung aus der ausgestorbenen Ordnung der Hyaenodonta. Die Hyaenodonta wurden einst zu den Creodonta gezählt, die teilweise etwas irreführend auch die triviale Bezeichnung „Urraubtiere“ tragen und als Schwestergruppe der heutigen Raubtiere (Carnivora) innerhalb der übergeordneten Gruppe der Ferae angesehen wurden. Die Creodonta erwiesen sich aber als in sich nicht geschlossene Gruppe und wurden letztendlich in die Hyaenodonta und die Oxyaenodonta aufgespalten. Beide Gruppen kennzeichnet eine gegenüber den rezenten Raubtieren weiter nach hinten im Gebiss verlagerte Brechschere. Bei den Hyaenodonten sind zumeist der zweite Oberkiefer- und der dritte Unterkiefermolar daran beteiligt. Der fossile Erstnachweis der Hyaenodonten fällt in das Mittlere Paläozän vor rund 60 Millionen Jahren, junge Belege liegen aus dem Mittleren Miozän vor etwa 9 bis 10 Millionen Jahren vor.
Die wissenschaftliche Erstbeschreibung von Matthodon führten Brigitte Lange-Badré und Hartmut Haubold im Jahr 1990 durch. Sie basiert auf den Unterkieferresten aus der Fundstelle XIV der Unterkohle im Geiseltal. Als Holotyp wählten sie einen rechten Unterkieferast, bei dem die Zahnreihe vom ersten Prämolaren bis zum letzten Molar und zusätzlich noch die Alveole des Eckzahns erhalten ist (Exemplarnummer GMH XIV-739). Der Gattungsname Matthodon ehrt Horst Werner Matthes, ehemaliger Direktor des Geiseltalmuseums, der mehrere Hyaenodonta aus der Typusfundstelle wissenschaftlich aufgearbeitet hatte. Es sind drei Arten anerkannt:
- M. menui (Rich, 1971)
- M. peignei Solé, Marandat & Lihoreau, 2020
- M. tritens Lange-Badré & Haubold, 1990

M. tritens stellt die Typusart aus dem Geiseltal dar. Sie ist jünger und etwa 12 % größer als M. menui, auch ist das Metaconid der Unterkiefermolaren stärker zurückentwickelt. Letztere Art wurde bereits 1971 von Thomas H. V. Rich unter der Bezeichnung Oxyaena menui anhand von Funden aus dem Pariser Becken eingeführt. Rich nahm an, dass die Tiere nur über zwei Molaren verfügten und verwies die Fossilien daher zu den Oxyaenodonta. Erst im Jahr 2014 wurde ihre Zugehörigkeit zu Matthodon erkannt. M. peignei aus Südfrankreich vermittelt sowohl in der Größe als auch in der Zahngestaltung zwischen diesen beiden Arten.
Die genaue systematische Zuordnung von Matthodon innerhalb der Hyaenodonta ist nicht eindeutig und wird unterschiedlich bewertet. Lange-Badré und Haubold verwiesen ihre neue Gattung in der Erstbeschreibung zu der Unterfamilie der Proviverrinae. Die Gattung galt dort gemeinsam mit anderen Formen wie Leonhardtina und Eurotherium als europäischer Zweig der Gruppe. Besondere Kennzeichen der Proviverrinen finden sich in dem prominenten Metaconid an den Molaren des Unterkiefers und in der Trennung des Metaconus vom Paraconus an denen des Oberkiefers. Sie wurden bis in die 1990er Jahre als weitgehend generalisierte Gruppe innerhalb der Hyaenodonta angesehen und schlossen anfänglich einen größeren Teil der Formen des Unteren und Mittleren Eozäns ein. Allerdings erwiesen sie sich in ersten phylogenetischen Untersuchungen als paraphyletisch mit komplexeren Verwandtschaftsverhältnissen. In der Folgezeit versuchten sich mehrere Autoren an einer schlüssigen Gliederung der Proviverrinae. So etwa beschränkten Floreal Solé und Kollegen im Jahr 2013 die Proviverrinae auf einen ursprünglichen, eher europäischen Stamm und gliederten verschiedene weitere Unterfamilien wie die Arfiinae, die Sinopinae und die Indohyaenodontinae aus. Solé und Kollegen sahen Matthodon im Jahr 2014 daher weiterhin als Vertreter der Proviverrinae an und verwiesen die Gattung unter Hervorhebung des hypercarnivoren Gebisses gepaart mit der engen Stellung der Zähne in eine eigenständige Klade (Matthodon-Klade). Zu einem anderen Schluss kam dagegen ein Forscherteam um Matthew R. Borths im Jahr 2016. Da die bisherigen stammesgeschichtlichen Analysen auf lokal eingegrenztem Fundmaterial basierten, unternahmen sie eine umfassende Untersuchung, die zahlreiche Taxa aus Nordamerika, Afrika und Eurasien berücksichtigte. Dies führte zu einer stärker aufgeschlüsselten Gliederung der Hyaenodonta. Einige der europäischen Proviverrinae erwiesen sich dabei als sehr basal in der Entwicklung der Hyaenodonta, andere gruppierten sich dagegen stärker mit Vertretern aus der Familie der Hyaenodontidae. Borths und Kollegen verschoben daher Matthodon zu den Hyaenodontidae, innerhalb derer die Gattung eine eher basale Stellung einnimmt. Gegenüber den Proviverrinae zeichnen sich die Hyaenodontidae durch ein stärker spezialisiertes und tendenziell hypercarnivores Gebiss aus. Typisch ist der zum Amphiconus verwachsene Para- und Metaconus der Oberkiefermolaren, wobei letzterer ersteren überragt. Als weiterer Ausdruck der hypercarnivoren Eigenschaften der Zähne kam es unter anderem zur Reduktion einzelner Höcker wie etwa des Metaconids an den Unterkiefermolaren. Bei Matthodon sind der Para- und der Metaconus an der Basis verwachsen, ebenso ist das Metaconid stark zurückentwickelt. Die relativ basale Stellung von Matthodon innerhalb der Hyaenodontidae ließ sich auch nachfolgend bestätigen.